# Ernst Leopold Salkowski

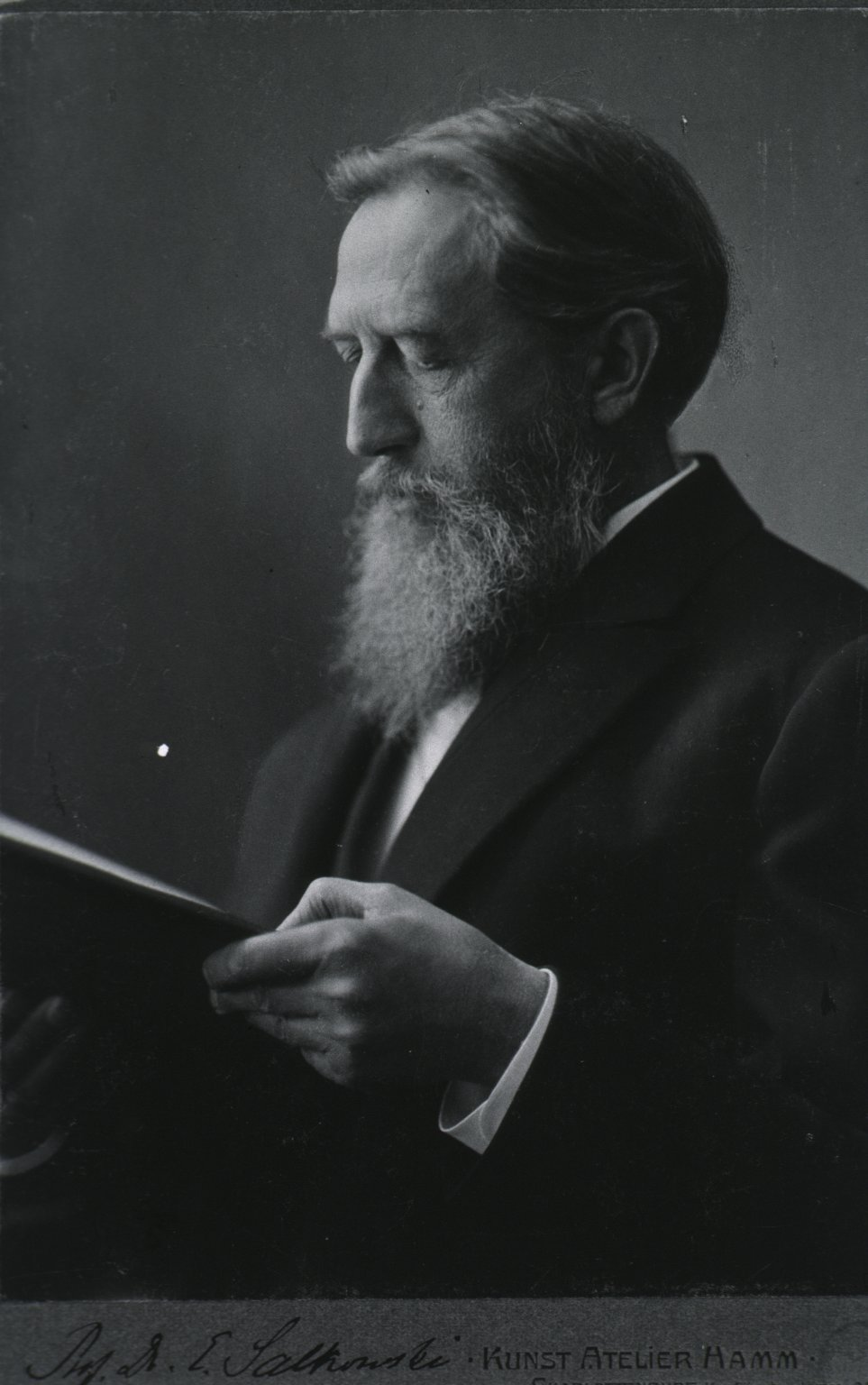
Ernst Leopold Salkowski, um 1900

Ernst Leopold Salkowski (* 11. Oktober 1844 in Königsberg; † 8. März 1923 in Berlin) war ein deutscher Mediziner und physiologischer Chemiker sowie Hochschullehrer in Berlin.

## Leben
Nach dem Besuch des Gymnasiums in Königsberg studierte Ernst Salkowski Medizin an der Universität Königsberg und wurde dort 1867 bei Ernst von Leyden promoviert. Seine Arbeit trug den Titel De centro Budgii ciliospinali. Er vervollständigte seine Ausbildung in Wien, in Tübingen bei Felix Hoppe-Seyler und in Heidelberg bei Wilhelm Kühne. Im Jahr 1869 nahm er eine Stelle als Assistent an der Medizinischen Klinik der Universität Königsberg an, gefolgt von einer Anstellung am Physiologischen Institut der Universität Heidelberg.
Nachdem Rudolf Virchow ihn 1872 als Assistenten für das chemische Laboratorium des Pathologischen Instituts der Charité vorgeschlagen hatte, habilitierte er sich dort und wurde 1874 zum außerordentlichen Professor für medizinische Chemie an der Berliner Friedrich-Wilhelms-Universität ernannt. Ab 1880 übernahm er die Leitung des chemischen Labors an Virchows Pathologischem Institut in Berlin. Salkowski wurde 1904 zum Geheimen Medizinalrat und 1909 zum ordentlichen Honorarprofessor ernannt. Zwei Jahre nach seiner Emeritierung starb er in Berlin.
Salkowski war verheiratet und hatte zwei Kinder. Sein Bruder Heinrich Otto Salkowski (* 13. April 1846; † 30. Oktober 1929) war ebenfalls Chemiker und Professor an der Universität Münster.

## Wirken
Salkowski arbeitete hauptsächlich auf dem Gebiet der physiologischen und pathologischen Chemie und nutzte dabei auch verwandte Fächer wie die Pharmakologie, Analytische Chemie und Hygiene. Damit gehörte er zu den ersten Forschern auf dem noch jungen Gebiet der Biochemie.
 Sein Hauptinteresse galt der Entdeckung von Stoffwechselzwischen- und -endprodukten. Dazu entwickelte er zahlreiche Nachweisverfahren, von denen auch heute noch einige Anwendung finden. Merck’s Reagenzien-Verzeichnis aus dem Jahr 1924 listete beispielsweise mehr als 25 Nachweisreaktionen unter dem Namen Salkowski’s Reaktion. Mit diesen Reaktionen lassen sich unter anderem Pentosen, Glucose, Cholesterin, Kohlenstoffmonoxid oder Kreatinin nachweisen. Heute bezeichnet man hauptsächlich den Cholesterinnachweis als Salkowski-Reaktion oder Salkowski-Test. Hierfür werden Cholesterinkristalle in Chloroform gelöst und mit konzentrierter Schwefelsäure versetzt. Die Chloroformphase färbt sich dabei blutrot und in der Schwefelsäurephase ist eine grüne Fluoreszenz zu beobachten. Die rote Färbung ist auf die Bicholestadiendisulfonsäure zurückzuführen. Diese entsteht aus zwei Cholesterinmolekülen unter Wasserabspaltung und anschließender Sulfonierung.
Schon früh untersuchte Salkowski die Ausscheidungsprodukte verschiedener Tierarten auf ihre Zusammensetzung. Er erkannte beispielsweise, dass das Verfüttern von Harnsäure an Hunde zu einer Erhöhung der Konzentration von Allantoin im Urin führt und folgerte daraus, dass Harnsäure im Organismus des Hundes zu Allantoin umgesetzt wird.
Bereits 1876 konnte er Phenol im Urin nachweisen und publizierte er eine erste Arbeit zur pathologischen Phenolausscheidung, die in den 1880er-Jahren die Grundlage für weitere Veröffentlichungen zu den Produkten der Eiweißfäulnis und ihrem Verhalten im Organismus bildete. Da er für diese Versuche den Einfluss von Mikroorganismen unterdrücken musste, machte er sich die bis dahin nahezu unbekannte antiseptische Wirkung von Chloroform zunutze. Bei diesen Untersuchungen arbeitete er eng mit seinem Bruder zusammen. Durch ihre Arbeiten wurde klar, dass bei der chemischen Hydrolyse und bei der enzymatischen Spaltung von Biomolekülen die gleichen Reaktionsprodukte entstehen. Dieses Wissen ermöglichte es, Vorgänge im lebenden Organismus durch biochemische Methoden im Reagenzglas nachzubilden. Das In-vitro-Experiment galt von da an als Modell für In-vivo-Prozesse oder wurde diesen sogar gleichgesetzt.
Salkowski wies im Jahr 1885 erstmals Indol-3-essigsäure im Fermentationsmedium eines nicht pflanzlichen Organismus nach. Die Bedeutung dieser Verbindung, die als Phytohormon aus der Gruppe der Auxine eine wesentliche Rolle für das Pflanzenwachstum spielt, erkannten allerdings erst ungefähr 50 Jahre später der niederländische Botaniker Frits Warmolt Went und der englisch-amerikanische Pflanzenphysiologe Kenneth V. Thimann. Die von Salkowski entwickelte Farbreaktion zur Detektion von Indol-3-essigsäure, bei der Eisen(III)-chlorid und Perchlorsäure eingesetzt werden, wird bis heute im Salkowski-Assay genutzt.
Den als Autolyse bekannten Prozess des Abbaus von Zellen und Geweben durch intrazelluläre Enzyme beschrieb Salkowski ebenfalls erstmals. Er bezeichnete diesen Vorgang in seiner Publikation 1890 als Autodigestion (Selbstverdauung).
Zusammen mit Jastrowitz entdeckte er 1892 die Pentosurie, eine Anomalie des Kohlenhydratstoffwechsels, die durch das Vorkommen von Pentosen im Urin charakterisiert ist. Diese Anomalie gilt als harmlos und ist nicht behandlungsbedürftig.
Auch auf dem Gebiet der Lebensmittelanalyse leistete Salkowski einen Beitrag. Durch den von ihm entwickelten Nachweis für Phytosterine, die in pflanzlichen Fetten vorkommen, konnte die damals häufige Verfälschung von tierischen Fetten durch Beimengung von Pflanzenfett bewiesen werden.
Der Eiweißstoffwechsel, die Verdauung und die Harnchemie waren zeitlebens die Forschungsschwerpunkte von Salkowski. Darüber hinaus lag ihm die Weitergabe von biochemischem Wissen, das in der Ausbildung der Ärzte um 1900 kaum eine Rolle spielte, sehr am Herzen. Als Lehrer versuchte er, die angehenden Mediziner von der Wichtigkeit seines Fachgebiets zu überzeugen. Schüler von Salkowski waren beispielsweise die Hygieniker Martin Hahn und Louis Sigurd Fridericia. Otto Folin fand durch Salkowski Zugang zur Arbeit mit Krankenhauspatienten und entwickelte bei einem Forschungsaufenthalt in Berlin die Begeisterung für einen seiner späteren Forschungsschwerpunkte, die Harnsäure. Außerdem arbeitete Paul Grosser einige Zeit in seinem Labor.
Salkowski veröffentlichte ungefähr 340 Publikationen in wissenschaftlichen Fachzeitschriften. Zu seinem Hauptwerk zählen Die Lehre vom Harn, ein grundlegendes Handbuch, das er zusammen mit dem Pathologen und Internisten Wilhelm von Leube schrieb, sowie das Practicum der physiologischen und pathologischen Chemie nebst einer Anleitung zur anorganischen Analyse für Mediciner.
Er war Mitglied der Schwedischen und der Ungarischen Akademie der Wissenschaften und außerdem Ehrenmitglied der Italienischen Medizinischen Akademie.

## Schriften (Auswahl)
- mit Wilhelm Leube: Die Lehre vom Harn. Ein Handbuch für Studirende und Ärzte. Hirschwald, Berlin 1882.
- Practicum der physiologischen und pathologischen Chemie nebst einer Anleitung zur anorganischen Analyse für Mediciner. Hirschwald, Berlin 1893.